# نوع‌دوستی بیمارگونه
نوع‌دوستی بیمارگونه (انگلیسی: Pathological Altruism) کتابی است که توسط باربارا اوکلی، آریل کنافو، گوروپراساد مدهاوان و دیوید اسلون ویلسون ویرایش شده‌است. این در ۵ ژانویه ۲۰۱۲ توسط انتشارات دانشگاه آکسفورد  منتشر شد و شامل ۳۱ مقاله علمی است. اوکلی «ایثار یا نوع‌دوستی بیمارگونه را به عنوان یک نوع‌دوستی که در آن تلاش برای ارتقاء رفاه دیگران در عوض منجر به آسیب غیرقابل پیش‌بینی می‌شود» تعریف می‌کند.

## نمای کلی
این کتاب شامل مجموعه‌ای از مقالات است که جنبه‌های منفی ایثار و همدلی را نسبت به دیگران مورد بحث قرار می‌دهد، مانند زمانی که نوع‌دوستی به نوع‌دوست آسیب می‌رساند، به افراط ناسالم کشیده می‌شود یا بیشتر از اینکه فایده داشته باشد، ضرر دارد. مثال‌های ارائه شده عبارتند از افسردگی و  فرسودگی شغلی که در متخصصان مراقبت‌های بهداشتی دیده می‌شود، تمرکز ناسالم بر دیگران به ضرر نیازهای خود، احتکار حیوانات، و برنامه‌های بشردوستانه و اجتماعی ناکارآمد که در نهایت شرایطی را که قرار است آنها را کمک کند، بدتر می کنند. این اولین کتابی است که جنبه‌های منفی ایثار و همدلی را بررسی می‌کند.
به گفته اوکلی، بی‌اشتهایی عصبی، حمایت از اعتیاد افراد دیگر ([هم‌وابستگی])، احتکار حیوانات، افسردگی، احساس گناه و خودبرتربینی می‌تواند نوع‌دوستی بیمارگونه باشد. اوکلی همچنین بیان کرده است که بمب‌گذاری‌های انتحاری و نسل‌کشی‌ها می‌تواند ناشی از نوع‌دوستی بیمارگونه باشد، زمانی که عاملان این اعمال معتقدند رفتار نوع‌دوستانه نسبت به کسانی دارند که ایدئولوژی مشترک دارند.
اوکلی همچنین بیان می کند که برخی از افراد به طور طبیعی "حساس بیش از حد" هستند یا تمایل زیادی به "کمک کردن" به دیگران دارند. به گفته اوکلی، چنین افرادی متقاعد شده اند که بدون در نظر گرفتن نتایج عملی "کمک" خود به دیگران کمک می کنند.